# Alexandra Hedison
Alexandra Hedison (Los Angeles, 10 luglio 1969) è un'attrice e regista statunitense.

## Biografia
Figlia dell'attore David Hedison, ha origini armene ed italiane. Ha una sorella, la produttrice Serena Hedison. A Los Angeles, Alexandra frequenta la UCLA; nel 1994 prende parte al suo primo ruolo televisivo in Lois & Clark - Le nuove avventure di Superman. Tra le altre serie televisive a cui prende parte troviamo anche Melrose Place e Nash Bridges; dal 2006 al 2009 veste i panni della regista Dylan Moreland nella serie della Showtime The L Word. Eccellente fotografa, Hedison si dedica anche alla regia: nel 2009 scrive e dirige il corto In the Dog House.

## Vita privata
Dal 2001 al 2004 ha avuto una relazione con Ellen DeGeneres. Dal 2013 ha una relazione con l'attrice Jodie Foster, con la quale è convolata a nozze nell'aprile 2014.

## Filmografia
- Il tuo amico nel mio letto (1994)
- Lois & Clark - Le nuove avventure di Superman (1994)
- Uno sporco affare (1994)
- Melrose Place (1995)
- OP Center (1995)
- Max e il guerriero d'oro (1995)
- La moglie di un uomo ricco (1996)
- Codice d'emergenza (1996)
- Due poliziotti a Palm Beach (1996)
- Any Day Now (1998)
- Prey (1998)
- Night Man (1998)
- Blackout Affect (1998)
- Standing on Fishes (1999)
- Seven Days (1999)
- Nash Bridges (2000)
- In The Dog House (2005) - anche sceneggiatrice e regista
- The L Word (2006 - 2009)

## Doppiatrici italiane
Nelle versioni in italiano delle opere in cui ha recitato, Alexandra Hedison è stata doppiata da:
- Alessandra Chiari in Prey
- Alessandra Korompay in The L Word